# Erich Pernice
Erich Anton Pernice (* 19. Dezember 1864 in Greifswald; † 1. August 1945 in Freest) war ein deutscher Klassischer Archäologe.

## Leben
Erich Pernice war der Sohn des Greifswalder Gynäkologen Hugo Pernice und Enkel des Juristen Ludwig Pernice. Zu seinen Vorfahren gehörte der um 1735 aus Ala (Trentino) nach Deutschland eingewanderte Weinhändler Marchese Pernice de Penta di Casinca, Conte di Castellare. Auch Pernice war im weiteren Leben als Weinfachmann bekannt.
Sein Abitur legte er in Greifswald ab und begann ein Studium der Rechtswissenschaften, der Klassischen Philologie sowie der Archäologie an der Universität Berlin und der Rheinischen Friedrich-Wilhelms-Universität Bonn. In Bonn wechselte er unter dem Einfluss von akademischen Lehrern wie Hermann Usener, Franz Bücheler, Heinrich Nissen und Reinhard Kekulé von Stradonitz endgültig zur Archäologie. Als seinen eigentlichen Lehrer sah er jedoch seinen fünf Jahre älteren Freund Franz Winter an. 1888 wurde er in Bonn mit der Arbeit Galeni de ponderibus et mensuris testimonia promoviert und legte im selben Jahr noch das Staatsexamen für den höheren Schuldienst ab. Ein Jahr später führte ihn eine Studienreise erstmals nach Rom, Pompeji sowie in andere Gegenden auf dem italienischen Festland und auf Sizilien. Das Reisestipendium des Deutschen Archäologischen Instituts wurde ihm für 1890/91 und für 1891/92 zugesprochen. Während dieser Zeit nahm er unter anderem an der von Alfred Brueckner geleiteten Ausgrabung auf dem Kerameikos in Athen teil. Ab 1892 war Pernice wieder in Deutschland. Die Habilitation erfolgte 1894 an der Universität Greifswald, Thema der Habilitationsschrift waren griechische Gewichte.
1895 ging Pernice als Hilfsarbeiter an das Antiquarium der Berliner Museen. Ein Jahr später ließ er sich nach Berlin umhabilitieren und wurde an der Universität Privatdozent. An den Berliner Museen wurde er 1897 Direktorialassistent. 1903 verließ Pernice Berlin und folgte einem Ruf auf den außerordentlichen Lehrstuhl für Klassische Archäologie in Greifswald. 1906 wurde er ordentlicher Professor. Rufe an die Universität Straßburg und an die Universität Breslau lehnte er ab. Für jeweils vier Monate nahm er in den Jahren 1908 und 1909 an den von Theodor Wiegand geleiteten Ausgrabungen in Milet teil. Dort war er für die Grabungen am Athenatempel zuständig, wo er Zeugnisse der archaischen Stadt zutage förderte. Ab 1912 widmete sich Pernice ausführlich den Forschungen zu Pompeji, die vom Ersten Weltkrieg unterbrochen wurden und danach erst 1925 wieder aufgenommen werden konnten. 1934 wurde er emeritiert und lebte zunächst weiter in Greifswald, später bis zu seinem Tod in einer kleinen Fischerkate bei Wolgast. Seit 1940 war er korrespondierendes Mitglied der Bayerischen Akademie der Wissenschaften.
Der Hauptverdienst Pernices war das 1912 initiierte Projekt zum hellenistischen Pompeji, das vom Deutschen Archäologischen Institut bis heute fortgeführt wird. Pernice steuerte selbst mehrere Arbeiten zu diesem Unternehmen bei. Zudem machte er sich um die Veröffentlichung von Funden aus dem Berliner Antiquarium verdient. Er schrieb Artikel für mehrere Großprojekte wie Friedrich Lübker’s Reallexikon des klassischen Altertums (1914) oder Georg Lehnerts Illustrierte Geschichte des Kunstgewerbes (1907/08). Für Alfred Gerckes und Eduard Nordens Einleitung in die Klassische Altertumswissenschaft verfasste er den Abschnitt über Griechisches und römisches Privatleben. Zudem forschte er zur antiken Metrologie, vor allem zu den antiken Gewichten.

## Schriften (Auswahl)
- Griechische Gewichte. Weidmann, Berlin 1894.
- Deutsche Ausgrabungen in den Ländern des klassischen Altertums (= Deutsche Sammlung Bd. 1). Moninger, Greifswald 1922.
- Die hellenistische Kunst in Pompeji. De Gruyter, Berlin 
  - Bd. 4: Gefässe und Geräte aus Bronze. 1925
  - Bd. 5: Hellenistische Tische, Zisternenmündungen, Beckenuntersätze, Altäre und Truhen. 1932
  - Bd. 6:  Pavimente und figürliche Mosaiken. 1938
- Pompeji. Quelle & Meyer, Leipzig 1926.